# Свердликівська сільська рада
| Свердликівська сільська рада — колишній орган місцевого самоврядування у Новоархангельському районі Кіровоградської області з адміністративним центром у с. Свердликове. Сільській раді підпорядковані населені пункти: - с. Свердликове |

## Склад ради
Рада складається з 14 депутатів та голови.

### Керівний склад ради
| ПІБ                      | Основні відомості                                                 | Дата обрання | Дата звільнення |
| ------------------------ | ----------------------------------------------------------------- | ------------ | --------------- |
| Довгас Микола Якович     | Сільський голова, 1949 року народження, освіта, безпартійний      | 26.03.2006   | 31.10.2010      |
| Бовкун Василь Васильович | Сільський голова, 1970 року народження, освіта середня спеціальна | 31.10.2010   |                 |

Примітка: таблиця складена за даними джерела

## Населення
Згідно з переписом УРСР 1989 року чисельність наявного населення сільської ради становила 1002 особи, з яких 420 чоловіків та 582 жінки.
За переписом населення України 2001 року в сільській раді мешкало 858 осіб.

### Мова
Розподіл населення за рідною мовою за даними перепису 2001 року:
| Мова       | Відсоток |
| ---------- | -------- |
| українська | 94,52 %  |
| російська  | 5,01 %   |
| вірменська | 0,35 %   |